# Liverpool Echo
Liverpool Echo jsou noviny publikované společností Trinity Mirror v anglickém městě Liverpool. Vychází vždy v pondělí. Do 13. února 2012 měly sesterské ranní noviny s názvem Liverpool Daily Post. Průměrný denní oběh je 52 984. V minulosti byly noviny publikovány společností Liverpool Daily Post & Echo Ltd. Editorem je Alistair Machray, který v minulosti působil ve velšské verzi Daily Post. V roce 1879 byl Liverpool Echo publikován jako levnější varianta Liverpool Daily Post. Od založení až do roku 1917 byla cena novin půl pence.